# أيمن الطاهر
أيمن الطاهر (2 أكتوبر 1989 في شفيلد في المملكة المتحدة – )؛ هو لاعب كرة قدم إنجليزي-جزائري يلعب كلاعب وسط.

## وصلات خارجية
- أيمن الطاهر على موقع رابطة كرة القدم اليابانية للمحترفين (اليابانية)
- أيمن الطاهر على موقع قاعدة بيانات كرة القدم.إي يو (الإنجليزية)
- أيمن الطاهر على موقع Soccerbase.com (لاعب) (الإنجليزية)
- أيمن الطاهر على موقع Soccerway.com (الإنجليزية)
- أيمن الطاهر على موقع عالم كرة القدم.نت (الإنجليزية)
- أيمن الطاهر على موقع AS.com (الإسبانية)